# Успение Богородично (Лешани)
Вижте пояснителната страница за други значения на Успение Богородично.
„Успение Богородично“ (на македонска литературна норма: „Успение Богородично“) е православна църква, разположена в село Лешани, Република Македония.
Църквата е най-старият храм на Лешани. Първоначално е в местността Кутлище, след което е преместена сред село. След изграждането на църквата „Свети Никола“ запада, като всички престолни и празнични икони от иконостаса са пренесени в новата църква. В 1979 година църквата е възобновена.